# 皮特沃罗什
皮特沃罗什，是匈牙利琼格拉德州所辖的一个村。总面积13.14平方公里，总人口1409，人口密度107.2人/平方公里（2011年1月1日）。